# Sint-Jan-de-Doperkerk (Waver)

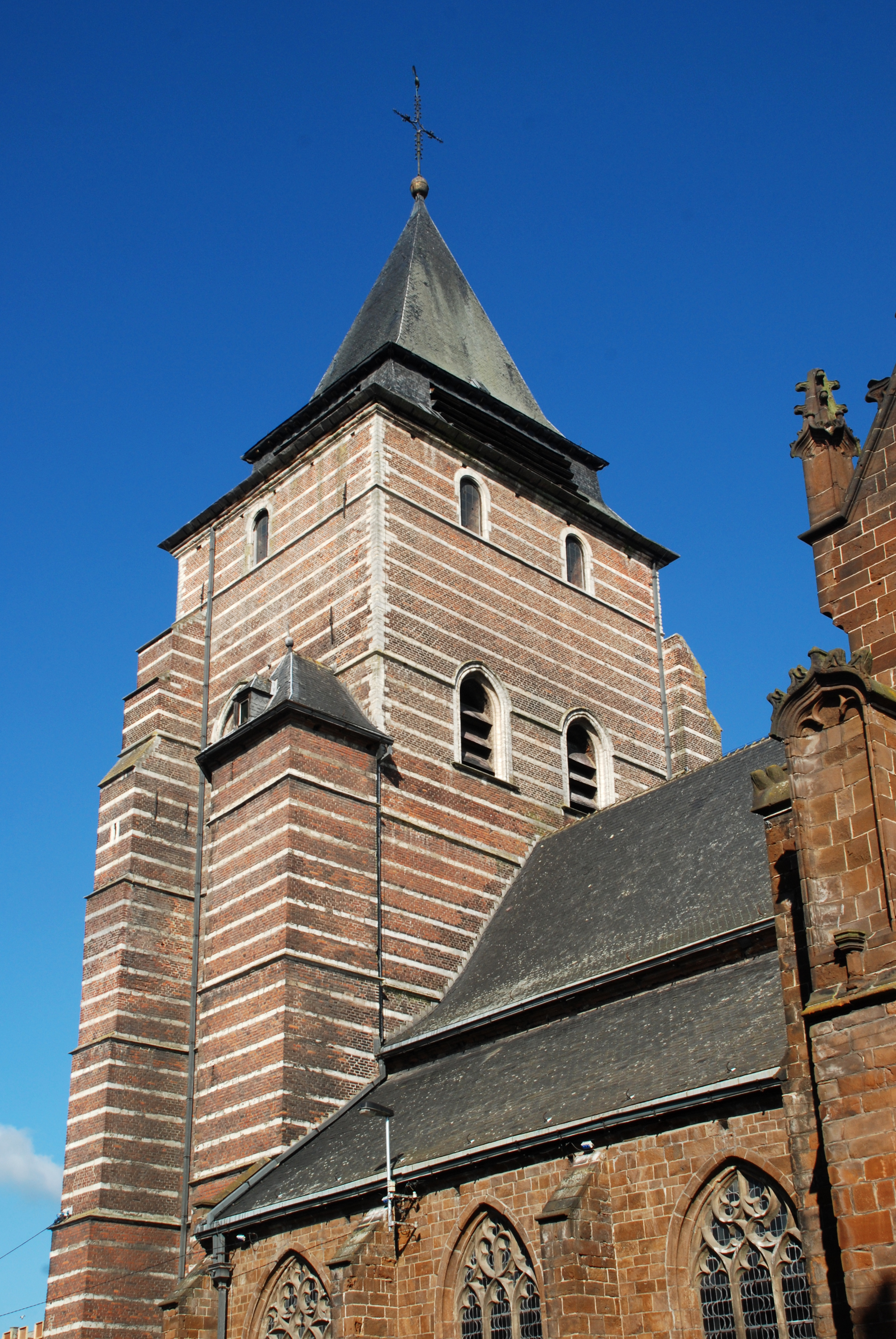
Sint-Jan-de-Doperkerk in Waver, België

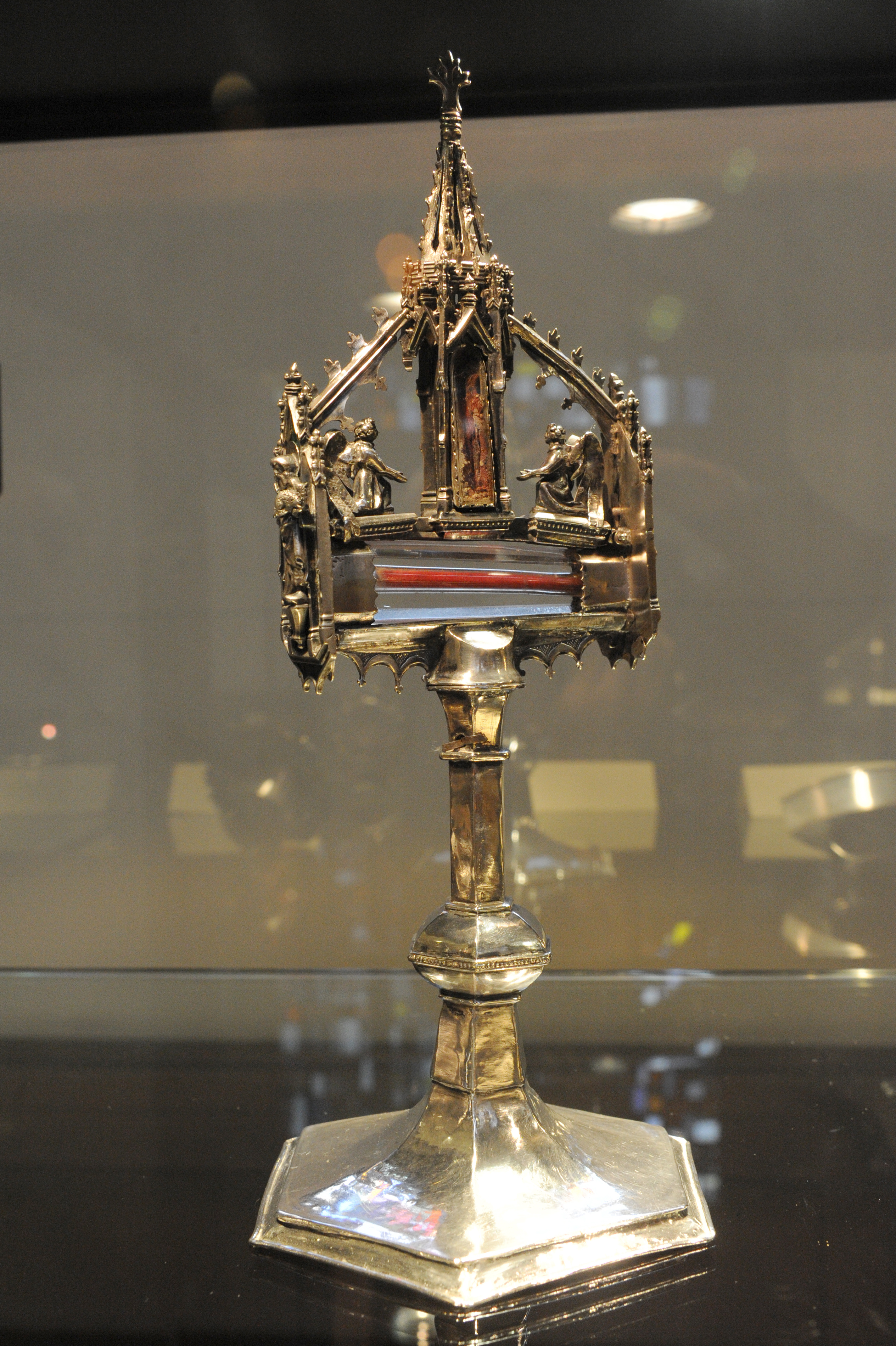
Relikwie van Johannes de Doper

De Sint-Jan-de-Doperkerk (Frans: Eglise Saint-Jean-Baptiste) in Waver (België) is een gotische kerk in het stadscentrum, aan het Kardinaal Mercierplein en het Pastorijplein. Ze is erkend als beschermd erfgoed van België in het jaar 1937.

## Historiek
De kerk was afgewerkt in de jaren 1470-1480. Ze vervangt een kleiner kerkgebouw op deze plek, dat verwoest werd door een brand. De bouwheer was de abdij van Affligem in het hertogdom Brabant. Kort na de voltooiing werd de kerk geplunderd (1489) en later in de Tachtigjarige Oorlog werd ze meerdere malen in brand gestoken: in 1568, 1582 en 1604. In de loop van de 17e eeuw werden herstelwerken uitgevoerd doch in 1695 vloog de kerktoren in brand en stortte het koorgedeelte in, tezamen met aanpalende huizen. Het koor werd nadien in 1718 heropgebouwd. Het koor is bijgevolg het jongste gedeelte van de Sint-Jan-de-Doperkerk.
Tijdens de Slag bij Waver, gelijktijdig met de Slag bij Waterloo (1815), vloog een kanonbal van de Fransen in een pilaar. Deze bevindt er zich nog steeds.
In 1844-1845 werd het orgel ingebouwd.
In 1945 werd de beiaard geïnstalleerd.
In de jaren 1970 werden muurschilderingen uit de oorspronkelijke bouwperiode van de 15e eeuw blootgelegd. Het gaat om heiligen die afgebeeld zijn, onder meer de heilige Guido.

## Beschrijving
Het grondplan is een Latijns kruis. De stijl is Brabantse gotiek. De bouwstenen bevatten ijzererts; ze zijn afkomstig van de steenkapperijen in Limal nabij Waver en in Ottenburg. Aan de westkant is de ovale ingangspoort afgewerkt met witte kalksteen. De kalksteen komt van Gobertange in Brabant.
De beiaard telde oorspronkelijk 49 klokken en deze waren afkomstig van de klokkengieterij van Doornik. In 2003 werd er een 50e klok bijgehangen. 
De kerkschat bevat een relikwie van Johannes de Doper.
Naast de kerk bevindt zich de dekenij, gebouwd door de abdij van Affligem in de jaren 1743-1745. De kalksteen is, net zoals aan de kerkgevels, afkomstig van Gobertange. De dekenij is erkend als Waals monument in 1991.